# 盐湖区
盐湖区是山西省运城市的一个市辖区，总面积1,237平方公里，區人民政府駐中城街道市府街。

## 行政区划
盐湖区下辖8个街道办事处、7个镇、6个乡：
中城街道、东城街道、西城街道、南城街道、北城街道、安邑街道、大渠街道、姚孟街道、解州镇、龙居镇、北相镇、泓芝驿镇、三路里镇、陶村镇、东郭镇、席张乡、金井乡、王范乡、冯村乡、上郭乡、上王乡和运城经济技术开发区。

## 人口
根据第七次人口普查数据，截至2020年11月1日零时，盐湖区常住人口为928334人。
2010年第六次人口普查68.0043万人。

## 政治
盐湖区委书记：李永辉 
区委副书记、区长：彭梦森 
盐湖区委副书记：张军 
盐湖区副区长：秦浩（提名）

## 交通
- 342国道、 209国道过境。

运城盐湖国际机场（IATA代碼：YCU；ICAO代碼：ZBYC）是中華人民共和國山西省運城市的一座機場，位於運城市鹽湖區陶村鎮張孝村，距市中心11公里，2005年2月7日通航。
運城北站位於山西省運城市鹽湖區姚孟鄉陶上村，是大西高鐵上的新建車站，也是運城第二個火車站，於2014年7月1日開通運營。運城北站站房面積7999平方米，車站設有4個月台。

## 车牌代码
晋M